# Tycheroichthys dunveganensis
Tycheroichthys dunveganensis è un pesce osseo estinto, appartenente agli ellimmittiformi. Visse nel Cretaceo superiore (Cenomaniano, circa 97 milioni di anni fa) e i suoi resti fossili sono stati ritrovati in Nordamerica. 

## Descrizione
Lungo circa 10 centimetri, questo pesce doveva essere vagamente simile a una sardina dal corpo molto più alto e appiattito lateralmente. La caratteristica principale di Tycheroichthys era data dalla presenza di piccole ossa (scudi) ventrali, posizionate lungo il margine inferiore del corpo tra la testa e la pinna anale. Questi scudi, dotati di espansioni laterali molto sviluppate in altezza, davano all'animale un aspetto particolarmente elevato. Oltre agli scudi ventrali, Tycheroichthys era dotato anche di scudi dorsali tra la testa e la pinna dorsale, una caratteristica comune a tutti gli ellimmittiformi.

## Classificazione
Tycheroichthys dunveganensis venne descritto per la prima volta nel 2007, sulla base di un fossile ben conservato ritrovato nella formazione Dunvegan in Alberta (Canada), in terreni risalenti al Cenomaniano medio. Tycheroichthys è stato attribuito agli ellimmittiformi (Ellimmichthyiformes), un gruppo di pesci ossei affini ai clupeiformi (sardine e aringhe), tipici del Cretaceo e del Paleogene. Tycheroichthys, in particolare, appartiene ai Paraclupeidae, ovvero il gruppo più derivato di ellimmittiformi.

## Paleoecologia
Probabilmente Tycheroichthys viveva in un ambiente marino vicino a un delta, dalle acque basse e fangose, con alta torbidità e dalla salinità variabile. 